# Homoneura rhodesi
Homoneura rhodesi är en tvåvingeart som beskrevs av Charles Howard Curran 1938. Homoneura rhodesi ingår i släktet Homoneura och familjen lövflugor.
Artens utbredningsområde är Zimbabwe. Inga underarter finns listade i Catalogue of Life.